# 圣伯拉削堂 (杜布罗夫尼克)

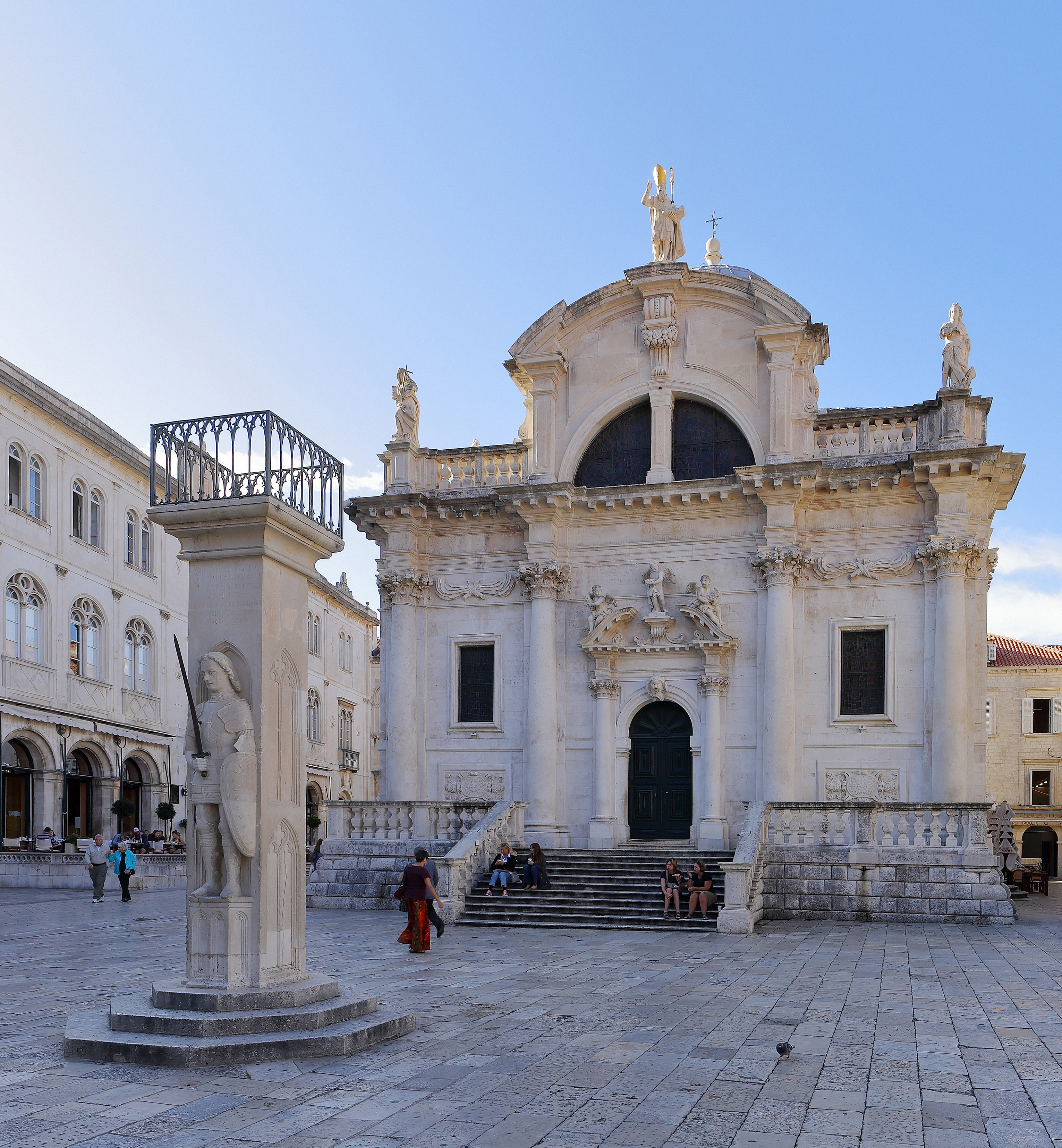

圣伯拉削堂是位於克羅埃西亞城市杜布羅夫尼克的一座教堂，也是杜布羅夫尼克的主要教堂之一。教堂修建於1715年。